# Olivia van Rooijen
Olivia van Rooijen, född 29 oktober 1988 i Amsterdam, är en nederländsk roddare.

## Karriär
I september 2011 vid VM i Bled tog van Rooijen brons i fyra utan styrman tillsammans med Wianka van Dorp, Ellen Hogerwerf och Femke Dekker. I maj 2015 vid EM i Poznań tog hon silver tillsammans med Ellen Hogerwerf i tvåa utan styrman. I maj 2016 var van Rooijen en del av Nederländernas lag som tog silver i åtta med styrman vid EM i Brandenburg. I augusti 2016 vid OS i Rio de Janeiro var hon en del av Nederländernas lag som slutade på sjätte plats i åtta med styrman.
I maj 2017 vid EM i Račice tog van Rooijen silver tillsammans med Inge Janssen, Sophie Souwer och Nicole Beukers i scullerfyra. I september 2017 tog samma båt med roddare guld i scullerfyra vid VM i Sarasota. I augusti 2018 vid EM i Glasgow tog hon brons tillsammans med Karolien Florijn, Sophie Souwer och Nicole Beukers i scullerfyra. Följande månad tog samma båt med roddare även brons vid VM i Plovdiv. I juni 2019 tog van Rooijen silver i scullerfyra tillsammans med Roos de Jong, Inge Janssen och Sophie Souwer vid EM i Luzern. I augusti 2019 tog hon brons tillsammans med Inge Janssen, Sophie Souwer och Nicole Beukers i scullerfyra vid VM i Ottensheim.
I oktober 2020 vid EM i Poznań tog hon sitt första EM-guld tillsammans med Laila Youssifou, Inge Janssen och Nicole Beukers i scullerfyra. I april 2021 tog samma båt med roddare sitt andra EM-guld vid EM i Varese. I juli 2021 slutade samma båt med roddare på sjätte plats i scullerfyra vid OS i Tokyo.